# گلن کاوندر
گلن کاوندر (انگلیسی: Glen Cavender؛ ‏ زاده ۱۹ سپتامبر ۱۸۸۳ - درگذشت ۹ فوریه ۱۹۶۲) یک بازیگر آمریکایی بود. او در بین سال های ۱۹۱۴ تا ۱۹۴۹، در ۲۵۹ فیلم نقش آفرینی کرد. وی در توسان، آریزونا متولد شد و در هالیوود، لس آنجلس درگذشت.

## گزیدهٔ بازیگران
- نفرین میبل
- رفتار خودسرانه میبل
- آن حلقه کوچک طلا
- یک دزد دریایی زیرآبی
- دردسر
- روزگار غم‌بار ملوانی
- جوانک مبارز
- زندگی شخصی او
- درمان خانگی
- فروشنده لباس زیر
- بخت ابله
- باز برفی
- کارآگاه
- بدون ناقوس عروسی
- سیاه‌مست
- آیرن میول
- گوش کن لینا
- یک تکه کاغذ
- ستاره‌های من
- عشق‌بازی زودگذر و بی‌پروای چاقالو
- آشنایی اتفاقی چاقالو
- سقوط چاقالوی بی‌وفا
- سگ وفادار چاقالو